# Trichostomum canaliculatum
Trichostomum canaliculatum là một loài rêu trong họ Pottiaceae. Loài này được Sull. mô tả khoa học đầu tiên năm 1861.